# Никольский овраг
Нико́льский овра́г (Нико́льской овра́г, Михнёвский руче́й) — ручей в районе Бирюлёво Восточное Южного административного округа Москвы, левый приток Журавенки. Речное русло частично заключено в подземный коллектор.
Длина реки составляет 3,4 км, площадь водосборного бассейна — 2 км². Исток располагался в Пожинском овраге, к северо-западу от пересечения Харьковской и Медынской улиц. Водоток проходил на юг вдоль Медынской улицы, затем на восток вдоль Булатниковской улицы. Далее река поворачивала на юго-восток вдоль Михневского проезда по Никольскому оврагу. На этой территории сохранилась в открытом течении в каскаде Бирюлёвских прудов. Устье расположено на территории бывшей деревни Загорье, в 60 метрах к западу от Герценского пруда.
Своё название ручей получил по храму святителя Николая Чудотворца в Бирюлёве. Второй гидроним возник от Михневского проезда.